# Узбекистан на літніх Олімпійських іграх 2004
Узбекистан на літніх Олімпійських іграх 2004 представили 70 спортсменів, з них 18 жінок, у тринадцяти видах спорту.

## Нагороди
| Золото |                        |                                   |           |
| №      | Спортсмени             | Вид спорту (дисципліна)           | Дата      |
| 1      | Артур Таймазов         | Вільна боротьба (до 120 кг)       | 28 серпня |
| 2      | Олександр Доктуришвілі | Греко-римська боротьба (до 74 кг) | 26 серпня |
| Срібло |                        |                                   |           |
| №      | Спортсмени             | Вид спорту (дисципліна)           | Дата      |
| 1      | Магомед Ібрагімов      | Вільна боротьба (до 96 кг)        | 29 серпня |
| Бронза |                        |                                   |           |
| №      | Спортсмени             | Вид спорту (дисципліна)           | Дата      |
| 1      | Баходіржон Султонов    | Бокс (до 54 кг)                   | 29 серпня |
| 2      | Уткірбек Хайдаров      | Бокс (до 81 кг)                   | 29 серпня |

## Склад олімпійської команди Узбекистану

### Бокс
Спортсменів — 10
- До 54 кг. Султонов Баходир Підсумок —  бронзова медаль.
- До 81 кг. Уткірбек Хайдаров Підсумок —  бронзова медаль.
- До 48 кг. Ділшод Юлдашев
- До 51 кг. Тулашбой Донійоров
- До 57 кг. Бекзод Хидіров
- До 64 кг. Ділшод Махмудов
- До 69 кг. Шерзод Хусанов
- До 75 кг. Шерзод Абдурахмонов
- До 91 кг. Руслан Чагаєв
- Понад 91 кг. Рустам Саїдов